# 叛將風雲
是一部2001年的美國動作劇情電影，由洛·路瑞執導。主演是勞勃·瑞福、占士·簡東費尼、馬克·魯法洛和狄諾·林多。
故事劇情講述曾經是將領的軍事囚犯，群起反抗不適當的管理方式，要求解除典獄長職務。整個舞臺圍繞在宛如古堡的監獄內，整個拍攝佈景相當的講究。

## 劇情簡介
戰爭英雄爾溫中將，因違背總統的命令遭到拔除軍銜並受軍法審判，然而他完全接受所犯的罪行，遣送至一座防守嚴密的軍事監獄來懲處。當然，監獄中更是充滿犯下各式罪行的軍囚，皆在這所軍事監獄服其相對的牢役，完全不同於普通的監獄。
手段嚴酷的監獄典獄長溫特上校，其任內發生過不少起囚犯死傷事件，但他對爾溫將軍頗為崇敬。起初，他很敬畏這位將軍，但卻越來越感到指揮權倍受威脅。而且，爾溫在這段囚禁期間內發現許多不平等的制度，並對溫特管理監獄的方法提出質疑時，立刻讓這份崇拜的敬意，隨即轉變成可怕的敵意。
後來，爾溫帶領囚犯要求解除典獄長職務，並群起反抗不適當的管理方式。怎料，從未正式上過戰場的溫特，生平要打的第一場戰爭，就是面對這位傑出的將軍……

## 人物角色

### 囚犯
| 角色名稱                        | 演員              | 備註       |
| ------------------------------- | ----------------- | ---------- |
| 尤金·爾溫 Lt. Gen. Eugene Irwin | 勞勃·瑞福         | 囚犯，中將 |
| 耶茲 Yates                      | 馬克·魯法洛       | 囚犯       |
| 戴沃茲 Dellwo                   | 保羅·卡迪朗       | 囚犯       |
| 卡布西 Cutbush                  | 傑瑞·柴爾茲       | 囚犯       |
| 雷蒙·阿吉樂 Cpl. Ramon Aguilar  | 小克利夫頓·柯林斯 | 囚犯，下士 |
| 包伯 Beaupre                    | 布萊恩·古德曼     | 囚犯       |
| 安立奎 Enriquez                 | 麥克·厄比         | 囚犯       |

### 獄方
| 角色名稱            | 演員          | 備註                   |
| ------------------- | ------------- | ---------------------- |
| 惠勒 Gen. Wheeler   | 狄諾·林多     | 監獄上級督導長官，准將 |
| 溫特 Col. Winter    | 占士·簡東費尼 | 典獄長，上校           |
| 貝瑞茲 Capt. Peretz | 史提夫·巴頓   | 警衛，上尉             |
| 祝麻 Duffy          | 山繆·比爾     | 警衛                   |

## 評價
《叛將風雲》在評論界的評價褒貶不一，該片在爛番茄的新鮮度52%，基於117條專業影評，平均分為5.6/10，多數好評傾向觀眾，觀眾評比分數74%，平均分3.8/5，在Metacritic則根據32條評論獲得43分（滿分100分），代表「褒貶不一或中庸」。

## 外部連結
- 互联网电影数据库（IMDb）上《叛將風雲》的资料（英文）
- AllMovie上《叛將風雲》的资料（英文）
- 爛番茄上《叛將風雲》的資料（英文）
- Metacritic上《叛將風雲》的資料（英文）
- Box Office Mojo上《叛將風雲》的資料（英文）
- 豆瓣电影上《叛將風雲》的資料 （简体中文）
- 时光网上《叛將風雲》的資料（简体中文）